# 漫竹
漫竹（学名：Phyllostachys stimulosa）为禾本科刚竹属下的一个种。

## 扩展阅读
- 維基物種上的相關：漫竹